# Foobar
Терміни foobar (читається фубар), fubar, або foo, bar, baz і qux (альтернативно — quux) деколи використовуються як екземплифіканти (що в цьому випадку те саме, що й метасинтаксична змінна) в програмуванні або документації, що пов'язана з комп'ютерами. Вони використовуються для назв таких сутностей як змінна, функція, та команда, чиї призначення є неважливі і вони служать лише для демонстрації концепції. Слова самі по собі не мають ніякого сенсу в такому використанні. Foobar деколи використовується окремо; foo, bar, і baz деколи використовуються в цьому порядку, якщо потрібно багато змінних.
У прикладах комп'ютерного програмування та псевдокоду їх використання буває різним; в деяких колах вони використовуються екстенсивно, багато хто надає перевагу описовим назвам, інші використовують одиночні літери. Ерік Стівен Реймонд назвав цей термін(и) «важливим хакеризмом» поруч з kludge і cruft.

## Історія і етимологія
Слово foo як беззмістовне бере початок в 1930 роках, воєнний термін FUBAR виник в 1940-ві, а використання foo в контексті програмування почалось завдяки Tech Model Railroad Club в кінці 1960-х років.
FUBAR (пізніше: foobar, foo, bar, biz, baz тощо) — американське скорочення фрази «Fucked up beyond any recognition/all repair». В літературному перекладі означає «все дуже-дуже погано». Згідно з деякими джерелами, це скорочення вигадано рядовим складом американської армії під час Другої Світової Війни, як незле висміювання військових скорочень.

## Аналоги
Також існує ряд аналогічних «військових» абревіатур:
- SNAFU — situation normal: all fucked up («ситуація в нормі: все погано»).
- TARFU — things are really fucked up. («а зараз дійсно, все погано»).
- SNAFUBAR — situation normal: all fucked up beyond any recognition ("ситуація в нормі: діла, дійсно, дуже погані ").
- FIDO — fuck it, drive on («до біса, йдемо/робимо далі»).

В первинному, військовому значенні, в американський армії залишилося три скорочення, по мірі посилення проблем:
1. SNAFU («та все як завжди»)
2. TARFU («є деякі труднощі»)
3. FUBAR (коли все дуже погано: «немає таких слів, щоб описати як погано»)